# اچ‌ام‌اس آرتفول (اس۱۲۱)
اچ‌ام‌اس آرتفول (اس۱۲۱) (به انگلیسی: HMS Artful (S121)) یک زیردریایی است که طول آن 97 m (318 ft) می‌باشد.